# Ernst Hoffmann (Philosophiehistoriker)
Ernst Hoffmann (* 13. Januar 1880 in Berlin; † 28. Januar 1952 in Heidelberg) war ein deutscher Philosophiehistoriker.

## Biographie
Ernst Hoffmann besuchte das Berliner Prinz-Heinrich-Gymnasium und studierte ab 1899 Philologie (bei Ulrich von Wilamowitz-Moellendorff, Hermann Diels) und Theologie (bei Adolf von Harnack) in Berlin, Philosophie in Heidelberg (entscheidende Förderung durch Kuno Fischer und Paul Hensel) und Göttingen. Er hörte in Berlin auch Vorlesungen bei Dilthey, Simmel und Paulsen.
Nach der Lehramtsprüfung in den klassischen Sprachen und in philosophischer Propädeutik, promovierte er 1905 bei Diels mit einer Arbeit über das Buch H der Physik des Aristoteles. Seit 1907 unterrichtete Hoffmann am Charlottenburger Mommsen-Gymnasium. In seinen wissenschaftlichen Arbeiten konzentrierte er sich auf Platon. 1922 wurde er zum ordentlichen Professor der Philosophie an die Ruprecht-Karls-Universität Heidelberg berufen (es handelte sich um den Lehrstuhl Kuno Fischers). Eine gleichzeitig ergangene Berufung nach Hamburg schlug er aus.
In Heidelberg waren seine Arbeitsschwerpunkte zum einen das platonische und aristotelische Erbe in der Geschichte der Philosophie, zum anderen die Edition und Interpretation der Schriften des Nikolaus von Kues. 1927 übernahm er die Leitung der Cusanus-Kommission der Heidelberger Akademie der Wissenschaften. 
Hoffmann war mit Ernst Cassirer befreundet. Zunächst gehörte er zu dessen Berliner Studenten. Später verband ihn eine enge Freundschaft und Arbeitsgemeinschaft mit dem Philosophen, den er auch während der Exilszeit in Schweden mehrfach besuchte. Am Ende des Vorwortes von Band I der „Philosophie der symbolischen Formen“ (1923) beschreibt Cassirer den Anteil Hoffmanns an der Ausarbeitung des Werkes.
In Charlottenburg und in Heidelberg war Paul Oskar Kristeller (1905–1999) sein Schüler, Hoffmann war 1928 Kristellers Doktorvater. Hoffmanns Schüler Raymond Klibansky (1905–2005) arbeitete ab 1929 mit einem Stipendium der Notgemeinschaft mit an der Cusanus-Edition.
Hoffmann war im Winter 1916/17 einige Monate als Kanonier in einem Artillerieregiment Frontsoldat. Er wurde 1923 Mitglied der DDP, war bildungspolitisch aktiv und setzte sich u. a. gegen die konfessionelle Volksschule ein. Auch warnte er vor zu vielen Studenten auf Kosten der akademischen Bildung.
Hoffmann galt nach der antisemitischen NS-Gesetzgebung als „jüdischer Mischling“. Zum 1. November 1935 wurde er auf eigenen Antrag beurlaubt.
Hoffmann war Mitglied der Heidelberger Akademie der Wissenschaften und Mitherausgeber der Heidelberger Abhandlungen zur Philosophie und ihrer Geschichte.

## Werke

### Monographien
- De Aristotelis Physicorum libri septimi origine et auctoritate pars prior. Berliner Dissertation 1905. [Über das Buch Η der Physik des Aristoteles] archive.org
- Die griechische Philosophie von Thales bis Platon. 1921
- Das Universum des Nikolaus von Cues. 1930
- Die Freiheit von Forschung und Lehre. Heidelberg, 1931
- Platonismus und Mystik im Altertum (Sitzungsberichte der Heidelberger Akademie der Wissenschaften). Winter, Heidelberg 1935
- Leben und Tod in der Stoischen Philosophie. F. H. Kerle, Heidelberg 1946
- Nikolaus von Cues. Zwei Vorträge. F. H. Kerle, Heidelberg 1947 (darin: Nikolaus von Cues und seine Zeit und Nikolaus von Cues und die deutsche Philosophie.)
- Über Platons Symposium. Heidelberg 1947
- Platon. Zürich 1950 [um redaktionelle Anmerkungen ergänzter Nachdruck in der rde-Reihe 1961; siehe unten].

### Aufsätze und weitere Texte (Auswahl)
- Platonismus in Frankreich. In: Internationale Monatsschrift für Wissenschaft, Kunst und Technik. 7, 1913. S.  1140–1147
- Die neue ‚Philosophie der Freiheit‘ in Frankreich. In: Internationale Monatsschrift für Wissenschaft, Kunst und Technik, 7, S. 242–250.
- Der Geist der kämpfenden Völker. In: Das Humanistische Gymnasium. 4–5, 1915, S. 105–123.
- Über Platons Lehre von der Weltseele. Jahresberichte des Philologischen Vereins zu Berlin, Band 41, Berlin, 1915, S. 187–211, Beilage zu Sokrates. Zeitschrift für Gymnasialwesen, N. F. 3 (Ganze Reihe, Band 69)
- Methexis und Metaxy bei Platon. Jahresberichte des Philologischen Vereins zu Berlin, Band 45, Berlin, 1919, Sokrates N.F. 7, S. 48–70.
- Der gegenwärtige Stand der Platon-Forschung. Anhang zu: Eduard Zeller: Die Philosophie der Griechen in ihrer geschichtlichen Entwicklung. T. II, Abt. I, 5. Aufl. 1922
- Platon. In: Handbuch der Staatswissenschaften. Band 6, S. 877–883.
- Die antike Philosophie von Aristoteles bis zum Ausgang des Altertums. In: Lehrbuch der Philosophie. Band I, Max Dessoir, Hrsg., 1925
- Die Sprache und die archaische Logik. (= Heidelberger Abhandlungen zur Philosophie und ihrer Geschichte, Band 3), Tübingen 1925
- Platonismus und Mittelalter. Vorträge der Bibliothek Warburg 1923–24, Band III, Leipzig 1926
- Heinrich Rickert zum 70. Geburtstag. In: Frankfurter Zeitung, 24. Mai 1933
- Platonismus und Mystik im Altertum, Reihe: Sitzungsberichte der Heidelberger Akademie der Wissenschaften. Winter, Heidelberg 1935
- Nikolaus von Cues. In: Die Großen Deutschen. Band 1, Propyläen, Berlin 1935
- Julius Stenzel. (Nachruf). In: Das Humanistische Gymnasium. Band 47, 1936, S. 41 f.
- Platonism in Augustins Philosophy of History. In: R. Klibansky, H. J. (Herbert James) Paton (Hrsg.): Philosophy and History: The Ernst Cassirer Festschrift. Oxford 1936, S. 173–190.
- Rezension Philosophen-Lexikon. In: Das Humanistische Gymnasium. Band 48, 1937, S. 111.
- Rezension C. Ritter 1934. In: Gnomon. Band 15, 1937, S. 465.
- Die Vorgeschichte der Cusanischen Coincidentia oppositorum. In: Nikolaus von Cues: Über den Beryll. Hrsg. von Karl Fleischmann, Leipzig: Meiner 1938
- Nikolaus von Cues und die deutsche Philosophie. In: Heidelberger Jahrbücher. N. F, S. 37–58.

### Posthume Veröffentlichungen
- Pädagogischer Humanismus. Artemis, Zürich 1955. Sammlung veröffentlichter Aufsätze.
- Platonismus und christliche Philosophie. Zürich 1960.
- Platon. Eine Einführung in sein Philosophieren. Rowohlt, Reinbek bei Hamburg 1961.

### Als Herausgeber (mit R. Klibansky)
- Cusanus-Texte, I. Predigten, Dies Sanctificatus v. J. 1439, lat. u. dt., 1929
- Nicolai de Cusa Opera Omnia, Band I: De docta ignorantia. Leipzig [Lipsiae] 1932